# Popis mitoloških bića
Ovo je popis bića koja se spominju u mitologiji, folkloru i bajkama. Bića iz igrokaza nisu uključena. 

## Bića vezana uz krv
- Chupacabra
- Dhampir
- Gaki
- Zlatni Hind
- Kappa
- Lamija
- Redcap
- Rokurokubi
- Vampir
- Yuki-onna

## Bića vezana uz led
- Ledeni div (Hrímþurs)
- Ymir
- Yuki-onna

## Bića vezana uz nježnost
- Abatwa
- Boto
- Inkubus
- Jednorog
- Nimfa
- Satir
- Sukubus

## Bića vezana uz oči
- Arg
- Catoblepas
- Kiklop
- Hitotsume-kozou
- Lamija
- Lynx

## Bića vezana uz sreću, bogatstvo i želje
- Baku
- Carbuncle
- Duh
- Jengu
- Irski vilenjak
- Nue
- Oni
- Sirena

## Bića vezana uz vatru
- Demon
- Vrag
- Zmaj
- Efreet/Ifrit
- Elementarni
- Vatrena ptica
- Feniks
- Salamander
- Surtur

## Bića vezana uz vodu
- Afanc
- Boto
- Bunyip
- Capricorn
- Charybdis
- Draug
- Elementarni
- Hipokamp
- Jengu
- Kami
- Kappa
- Kelpie
- Kraken
- Jeterno čudovište
- Levijatan
- Nessie
- Merrow
- Näkki
- Nereida (mitologija)
- Nix
- Nimfa
- Ogopogo
- Pisces
- Zvijer iz Quazera
- Ri
- Samebito
- Morska neman
- Morska zmija
- Sirena
- Taniwha
- Tiamat
- Triton
- Undina
- Zaratan

## Bića vezana uz zemlju
Popis uključuje i zvijeri iz pećina.
- Bahamut
- Behemot
- Dvergr
- Patuljak
- Elemental
- Vodoriga
- Gnom
- Goblin
- Golem
- Kobold
- Kroni
- Nimfa
- Tommy Knockers

## Bića vezana uz zrak
- Anđeo
- Ariel
- Boobrie
- Duh iz svjetiljke
- Elementarni
- Erinije
- Fenghuang
- Feniks
- Garuda
- Grifon
- Harpija
- Nue
- Odinove vrane Hugin i Munin
- Pegaz
- Raiju
- Roc
- Simurg
- Sfinga
- Stimfalijanske ptice
- Silfida
- Tzafrir
- Yuki-onna
- Valkira
- Zmaj
- Vatrena ptica
- Vodoriga

## Biljke i gljive
- Drijada
- Leshy
- Mandroga
- Vegetable Lamb of Tartary

## Čovjekolika bića i ljudi
- Baba Jaga
- Bigfoot
- Bogeyman
- Bunyip
- Kaliban
- Kiklop
- Sablast
- Div
- Gigant
- Baba roga
- Hitotsume-kozou
- Jeti
- Jotun
- Nukekubi
- Ogre
- Oni
- Ork
- Rokurokubi
- Samebito
- Titani
- Trol
- Trowe
- Vampir
- Wendigo
- Yama-uba
- Yowie
- Yuki-onna

## Divovi
- Arg
- Atlas ili Atlant
- Kron
- Kiklop
- Polifem
- Geja
- Giganti
- Golijat
- Skadi
- Oni
- Prometej
- Sveti Kristofor
- Tal
- Titani

## Hibridi (neljudi)
- Baku
- Himera
- Grifon
- Hipokamp
- Hipogrif
- Nue
- Peryton
- Qilin
- Ypotryll

## Hibridi (poluljudi)
- Asterius
- Kentaur
- Zlatni Hind
- Harpija
- Jengu
- Mantikora
- Sirena
- Minotaur
- Satir
- Sfinga
- Triton

## Mesožderi
- Barghest
- Crni Shuck
- Cwn Annwn
- Dobhar-chu
- Fenrir
- Garm
- Kerber
- Kitsune
- Orthrus
- Vukodlak

## Mjenjači oblika
- Boto
- Changeling
- Doppelganger
- Empusa
- Kitsune
- Lamija
- Rokurokubi
- Kožo-hodač
- Tengu
- Vukodlak
- Orko
- Macić

## Mješanci
- Bodmina
- Himera
- Grifon
- Kirin
- Lamasui
- Manticore
- Nekomata
- Nemejski lav
- Sfinga

## Nemrtva bića
- Banshee
- Duh
- Fantom
- Gaki
- Jikininki
- Mumija
- Myling
- Nukekubi
- Rusalka
- Sluagh
- Spektar
- Sablast
- Vampir
- Wili
- Will o' the wisp
- Wraith
- Yuurei
- Zombi

## Vilenjaci,vile,nimfe,mali ljudi, ikućni duhovi
- Banik
- Baul
- Brownie
- Bugbear
- Changeling
- Domovoi
- Domowije
- Drijada
- Ebu Gogo
- Vilenjak
- Vila
- Gnom
- Goblin
- Gremlin
- Gremlin (zao)
- Haltija
- Huldra
- Kallikantzaroi
- Kikimora
- Klabauteri
- Knocker
- Korrigan
- Irski vilenjak
- Menehune
- Najada
- Nereida
- Nix
- Nimfa
- Oceanida
- Patuljak
- Poltersprite
- PuckPuck
- Rusalke
- Redcap
- Satir
- Seelie
- Sidhe
- Slavenske vile
- Spriggan
- Svartalfar
- Silfida
- Tennin
- Titanija
- Tomte
- Tonttu
- Trol
- Vetter

## Zmajevi(mitologija)
- Aido-Wedo
- Apalala
- Azhi Dahaka
- Levijatan
- Seiryuu
- Apep ili Apofis
- Y Ddraig Goch
- Fafnir
- Hidra
- Gorynych
- Illuyankas
- Ladon
- Nidhogg
- Orochi
- Quetzalcoatl
- Tarasque
- Tiamat i Apsu
- Smok Wawelski
- Xiuhcoatl
- Yam-nahar
- Zilant
- Zirnitra
- Zu
- Zmaj Britniša
- neimenovani petoglavi zmaj ukroćen od budističke božice Benzaiten u Enoshimi, Japan 552. pr. Kr.
- kao dijete Merlin trebo je biti žrtvovan bijelom i crvenom zmaju, no slobodu je dobio predvidjevši njihovu borbu i pobjedu crvenog zmaja.
- neimenovani zmaj ubijen od sv. Jurja.
- Glaurung

## Životinje
- Amalteja
- Arahna
- Auðumbla
- Apop
- Divovska bogomoljka
- Divovski mrav
- Divovski pauk
- Drop Bear
- El Cavall
- Erimantski vepar
- Haizum
- Jackalope
- Jednorog
- Kaledonijski vepar
- Karkadann
- Kelpie
- Kirin
- Kujata
- Lamassu
- Manjinjorgo
- Pegaz
- Rajski bik
- Shelob
- Sidehill Gouger
- Skvader
- Thorove čarobne koze, Tanngnjóstr i Tanngrisnir
- Zlatni Hind
- Wolpertinger
- Kerber

## Zmijeicrvi
- Bazilisk
- Cockatrice
- Zmaj
- Drake
- Ehidna
- Fafnir
- Gorgona
- Hoopsnake
- Hidra
- Jaculus
- Jasconius
- Jormungand
- Lamija
- Meduza
- Naga
- Nidhogg
- Orochi
- Piton
- Morska zmija
- Tarasque
- Wyvern

## Žrtvene lutke
Popis uključuje zvijeri koje su napravljene, stvorene ili alkemijski oživljene i stvorene.
- Familiar
- Galateja
- Golem
- Homunkulus
- Tal